# Krąg (Polanów)
Krąg (deutsch Krangen) ist ein Dorf in der polnischen Woiwodschaft Westpommern, das zur Stadt- und Landgemeinde Polanów (Pollnow) im Powiat Koszaliński (Köslin) gehört. 

## Geographische Lage
Das Dorf liegt  in Hinterpommern, etwa zehn Kilometer nördlich von Polanów in einer seenreichen Landschaft im Tal der Grabow (Grabowa) und  16 Kilometer südlich der früheren Kreisstadt Sławno (Schlawe).

## Geschichte

Schloss Krangen im 17. Jahrhundert

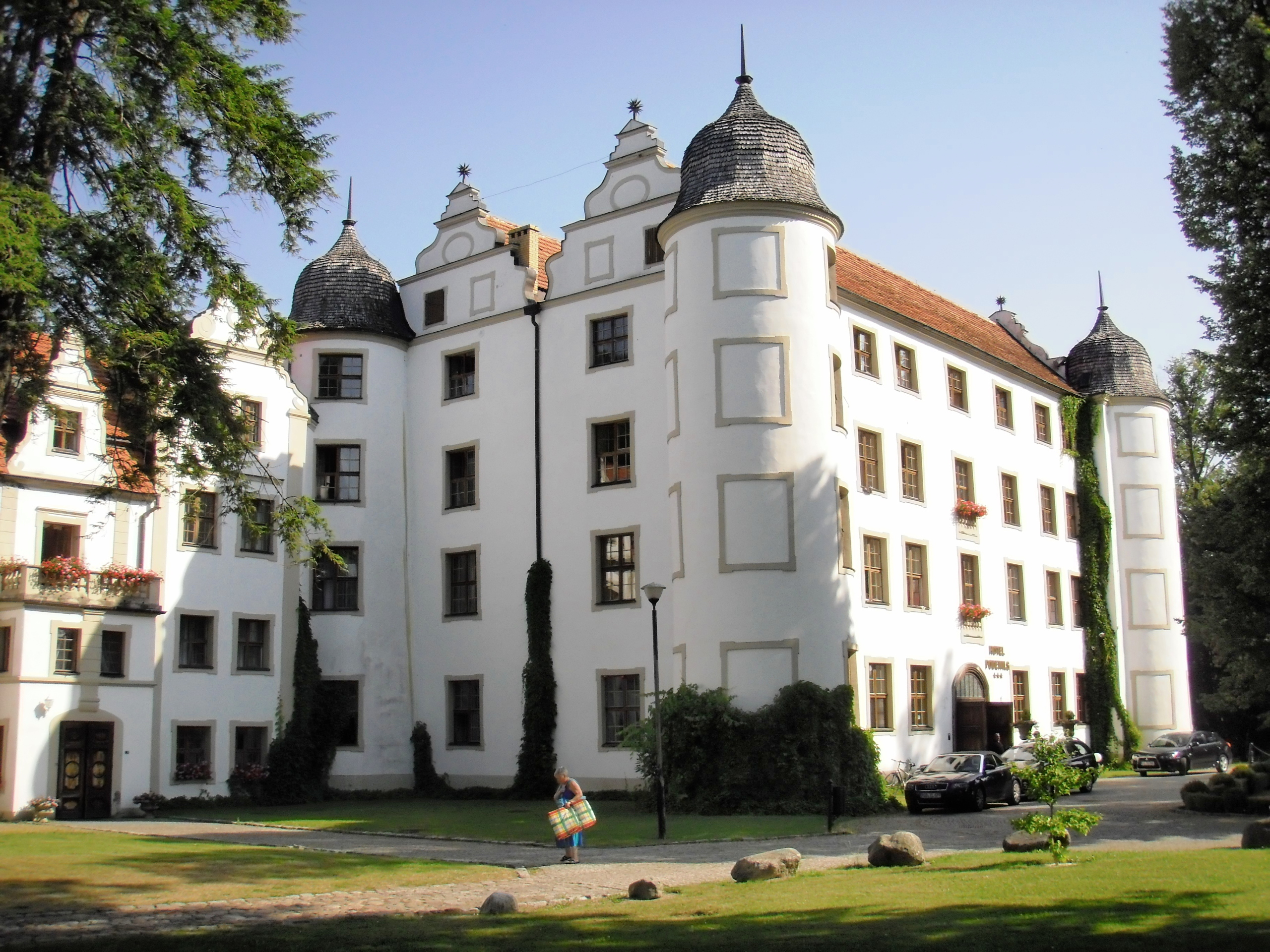
Schlosshotel Podewils in Krangen

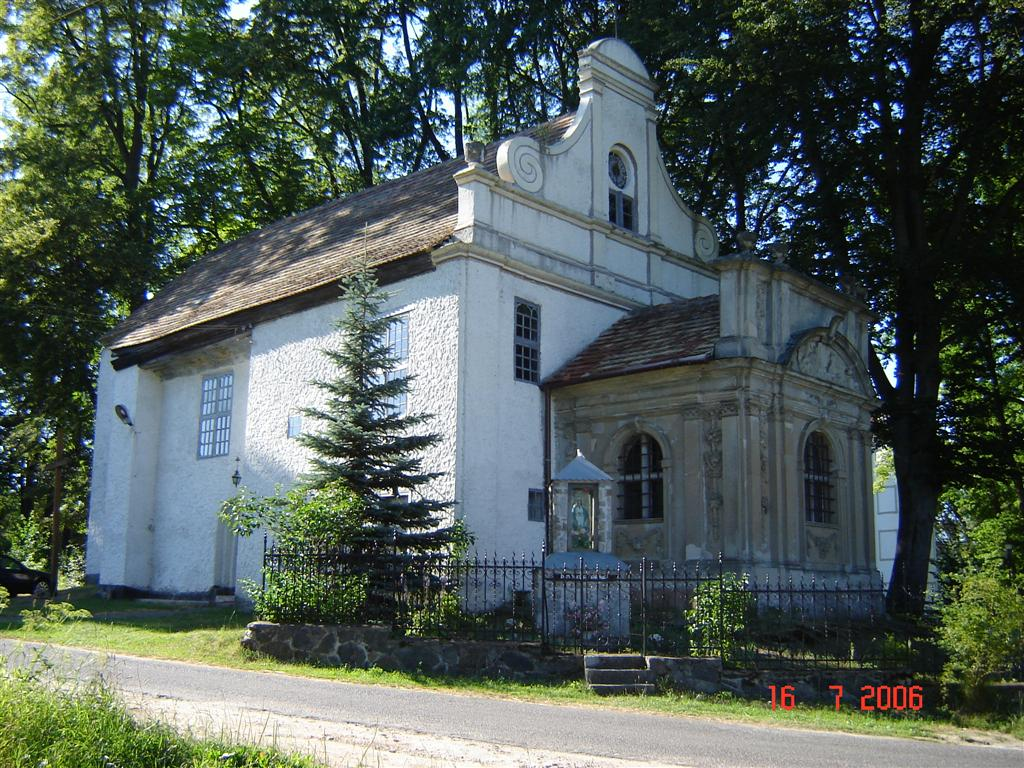
Kapelle der Familiengruft der Familie Podewils in Krangen

Krangen (alte Schreibweise: Crangen)  ist ein altes Kirch- und Gutsdorf. Seine erste urkundliche Erwähnung findet sich im Jahr 1458. Seit 1506 befand es sich im Besitz der Familie von Podewils, der im 18. Jahrhundert das ganze Kirchspiel Krangen mit Ausnahme von Zirchow (Sierakowo Sławieńskie) gehörte. Im Jahre 1696 wird erstmals ein Hospital oder Armenhaus erwähnt.
Im Jahre 1818 lebten in Krangen 294 Menschen, 1895 waren es 410, und 1939 dann 374 Einwohner. 1940 hatte das Rittergut Krangen, in Leitung des Rentamtes Krangen, einen Umfang von 1318 ha, mit Rittergut Drenzig zusammen.
Die Bahnstation Krangen-Bussin lag an der Reichsbahnstrecke Nr. 111m Gramenz (Grzmiąca)-Zollbrück (Korzybie).
Bis 1945 gehörte Krangen zum Kreis Schlawe im Regierungsbezirk Köslin der preußischen Provinz Pommern. Der Ort war Sitz des Amtsbezirks Krangen, dessen Standesamtsbezirk Kummerow (Komorowo) war, wobei das Standesamt seinen Sitz in Drenzig (Drzeńsko) ausgelagert hatte. Amtsgerichtsbezirk war Schlawe (Sławno). Personenstandsurkunden aus der Zeit vor 1945 befinden sich heute im Standesamt Polanów und auch im Staatsarchiv in Koszalin.
Im Zweiten Weltkrieg eroberte die Rote Armee Krangen im März 1945 und unterstellte es wie ganz Hinterpommern wenig später der Verwaltung der Volksrepublik Polen. Es begann die Vertreibung der Einwohner und die Besiedlung des in „Krąg“ umbenannten Ortes mit Polen und Ukrainern aus den im Rahmen der „Westverschiebung Polens“ an die Sowjetunion gefallenen Gebieten östlich der Curzon-Linie. 
Das Dorf gehört heute zur Gmina Polanów im Powiat Koszaliński.

## Bevölkerungsentwicklung
| Jahr | Einwohner | Anmerkungen                                   |
| ---- | --------- | --------------------------------------------- |
| 1925 | 419       | darunter 397 Evangelische und zwei Katholiken |
| 1933 | 396       | [ 4 ]                                         |
| 1939 | 374       | [ 4 ]                                         |

## Sehenswürdigkeiten
- Schloss: Das Schloss in Krangen, das auf das 15. Jahrhundert zurückgeht und das zu einem malerischen Spätrenaissanceschloss ausgebaut wurde, ist eines der ältesten erhaltenen Schlösser Hinterpommerns. Es war das Stammhaus der Familie von Podewils.[5] 1860 bis 1880 besaß Hugo Freiherr von Loen das Rittergut, danach wurde es an Karl von Riepenhausen verkauft, der 1929 in Binz auf Rügen, seinem Hauptwohnsitz, starb. Letzter Besitzer war dessen Sohn aus erster Ehe, Dr. jur., deutscher Gesandter a. A., Major d. R. a. D.[6] Carl Alexander von Rippenhausen, der 1944 starb. Aus seiner geschiedenen Ehe mit Edith Glory, geborene Duncombe, stammt die Tochter Joanette Edith von Riepenhausen als faktische Erbin. Nach dem Krieg wurde es vor dem Verfall gerettet und – nach gründlicher Restaurierung – in ein Hotel umgewandelt.

- Kirche: Das schlichte Gotteshaus beherbergt eine barocke Inneneinrichtung aus dem 16. Jahrhundert, die den Krieg weitestgehend überdauert hat.
  - An der Ostseite der Kirche wurde Anfang des 18. Jahrhunderts eine Grabkapelle angebaut, in der sich die Sarkophage des Schlosshauptmanns Adam von Podewils († 1697) und des Generalfeldzeugmeisters Heinrich von Podewils († 1696) befinden, außerdem die Epitaphien der beiden Verstorbenen sowie ein weiteres Epitaph zum Gedenken an Ernst Bogislav von Podewils.

## Kirchspiel Krangen

### Kirchengemeinde
Bis Ende des 16. Jahrhunderts war Krangen eine Tochterkirche von Kummerow. Danach gehörten Kummerow (mit Drenzig, Wendisch Buckow und Bosens) und dann auch Zirchow (mit Latzig) als Filialgemeinden zum Kirchspiel Krangen, in das auch die Dörfer Bursin und Hanshagen eingepfarrt waren. Im Jahr 1940 gehörten 2770 Gemeindeglieder zum Kirchspiel, davon 860 zur Pfarrkirche Krangen, 1170 zur Filialkirche Kummerow und 740 zur Filialkirche Zirchow.
Bis 1945 gehörte das Kirchspiel Krangen zum Kirchenkreis Schlawe in der Kirchenprovinz Pommern der Evangelischen Kirche der Altpreußischen Union. Die Kirchenbücher sind im Kriege verschollen.
Evangelischen Christen, die heute im Gebiet des ehemaligen Kirchspiels Krangen wohnen, gehören zur Diecezja Pomorsko-Wielkopolska (Diözese Pommern-Großpolen) – mit Sitz in Sopot (Zoppot) – der Kościół Ewangelicko-Augsburski (Luterański) w Polsce (Evangelisch-Augsburgische Kirche in Polen). Pfarramtssitz ist Koszalin.

### Pfarrer von der Reformation 1545 bis 1945
1. Matthias Ludolphus
2. Kaspar Franke
3. M. Johann Tidäus, 1623–1657
4. Bartholomäus Konrad Miethmann, 1659–1701(?)
5. Nikolaus Gabriel Polemann, 1702–1713
6. Martin Benjamin Westphal, 1713–1744
7. Johann Gottlieb Pauli, 1744–1782
8. Johann Gottfried Neumann, 1783–1802
9. Ernst Friedrich Neumann, 1803–1843
10. Karl August Leopold Schultz, 1844–1878
11. Johannes Gottlieb Görke, 1879–1887
12. Werner Otto Wetzel, 1889–1900
13. Edmund Friedrich Ernst Paul Voigt, 1900–1904
14. Friedrich Ludwig Otto Plaensdorf, 1904–1935
15. Wilhelm Vedder, 1939–1945

## Persönlichkeiten
- Heinrich von Podewils (1615–1696, beerdigt in Krangen in einem Prunksarg, der heute noch in der Kirche vorhanden ist), braunschweigisch-lüneburgischer Generalfeldzeugmeister und Geh. Kriegsrat, französischer Feldmarschall
- Heinrich Graf von Podewils (* 3. Oktober 1696 in Krangen; † 1760), preußischer Staatsminister
- Karl von Riepenhausen, Gutsbesitzer von 1880 bis 1929
- Siegfried zu Eulenburg-Wicken (1870–1961), preußischer Offizier, in Krangen geboren